# Grzybogwiazd skórzasty

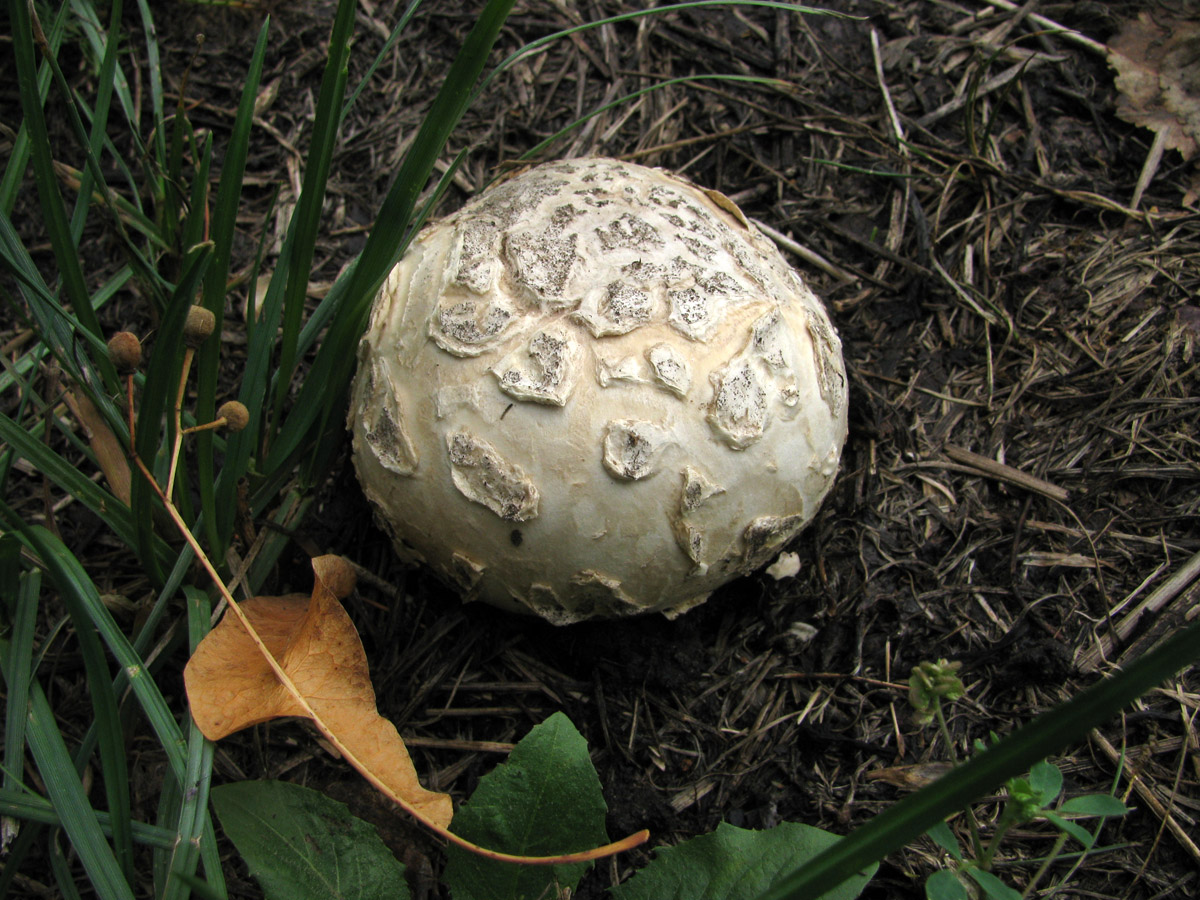
Młody owocnik

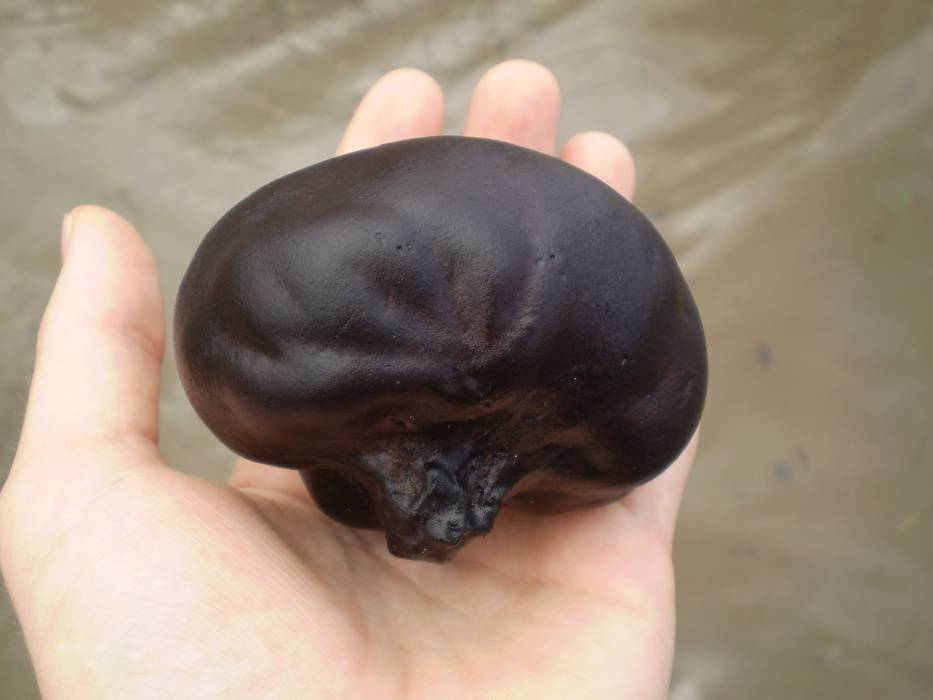
Owocnik

Grzybogwiazd skórzasty (Mycenastrum corium  (Guers.) Desv.) – gatunek grzybów z rodziny pieczarkowatych (Agaricaceae).

## Systematyka i nazewnictwo
Pozycja w klasyfikacji według Index Fungorum: Mycenastrum, Agaricaceae, Agaricales, Agaricomycetidae, Agaricomycetes, Agaricomycotina, Basidiomycota, Fungi.
Po raz pierwszy zdiagnozował go w 1805 r. Louis Ben Guuersent nadając mu nazwę Lycoperdon corium. Obecną, uznaną przez Index Fungorum nazwę nadał mu Desv. w 1842 r.
Niektóre synonimy nazwy naukowej:
- Lycoperdon corium Guers. 1805
- Mycenastrum corium (Guers.) Desv 1842 subsp. corium
- Mycenastrum corium subsp. ferrugineum O.K. Mill., R.-L. Brace & V.S. Evenson 2005
- Mycenastrum corium (Guers.) Desv. 1842 var. corium
- Mycenastrum corium var. diabolicum Homrich & J.E. Wright 1973
- Mycenastrum corium var. kara-kumianum Sorokīn 1884
- Scleroderma corium (Guers.) L. Graves 1830
- Scleroderma corium (Guers.) L. Graves 1830 var. corium
- Scleroderma corium var. kara-kumianum (Sorokīn) Berl., De Toni & E. Fisch. 1888
- Scleroderma corium var. sterlingii Lloyd 1902
- Sterrebekia corium (Guers.) Fr., 1849

Nazwę polską podał Feliks Teodorowicz w 1939 r., wcześniej (w 1890 r.) F. Błoński opisywał ten gatunek pod nazwą purchawka korkowa.

## Morfologia
Owocnik
Częściowo podziemny, o średnicy zazwyczaj do 8, ale czasami nawet do 20 cm. Ma dość  zmienny kształt. Może być półkulisty, jajowaty, gruszkowaty lub nieregularnie spłaszczony. Nasada zakończona grubym sznurem grzybniowym, czasami przypominającym trzon. Perydium o grubości do 0,5 cm. Jego zewnętrzna, pergaminowata, matowa, cienka i gładka warstwa (egzoperydium) długo pozostaje jasna; początkowo biaława, potem białożółta, w końcu szarobrązowa. Dość wcześnie odpada płatami, odsłaniając grubą warstwę wewnętrzną (endoperydium). U młodych owocników jest ono miękkie, mięsiste i jasne, potem stopniowo staje się skórzaste, korkowate, kruche, szarobrązowe. Podczas dojrzewania zarodników endoperydium stopniowo pęka na szczycie i rozchyla się, tworząc kilka nieregularnych płatów. W tym momencie przypomina wyglądem owocniki Geastrum (gwiazdoszy). Wkrótce jednak płaty te odłamują się kawałkami. U młodych owocników gleba biała, w miarę dojrzewania coraz ciemniejsza: oliwkowa, brązowooliwkowa, w końcu czekoladowa. Brak podglebia i kolumelli.
Cechy mikroskopowe
Zarodniki kuliste, o rozmiarach 8–13 μm, brodawkowane, brązowe.  Włośnia bezbarwna i przezroczysta, powyginana, czasami rozgałęziona, zbudowana z grubościennych, długich i średniogrubych strzępek (długość do 800 μm, średnica 9–12 μm). Posiada liczne i ostre wyrostki. Przegrody występują w niej rzadko. Brak nibywłośni.

## Występowanie i siedlisko
Występuje na wszystkich kontynentach (poza Antarktydą) i w Nowej Zelandii. W Polsce do 2003 r. podano tylko kilka stanowisk. Znajduje się na Czerwonej liście roślin i grzybów Polski. Ma status V – gatunek wymierający. Znajduje się na listach gatunków zagrożonych także w Belgii, Danii, Norwegii, Holandii, Szwecji, w Niemczech bardzo rzadki.
Rośnie na ziemi na pastwiskach i łąkach, przy drogach i domach, na obrzeżach lasów.